# الإيعاب شرح العباب

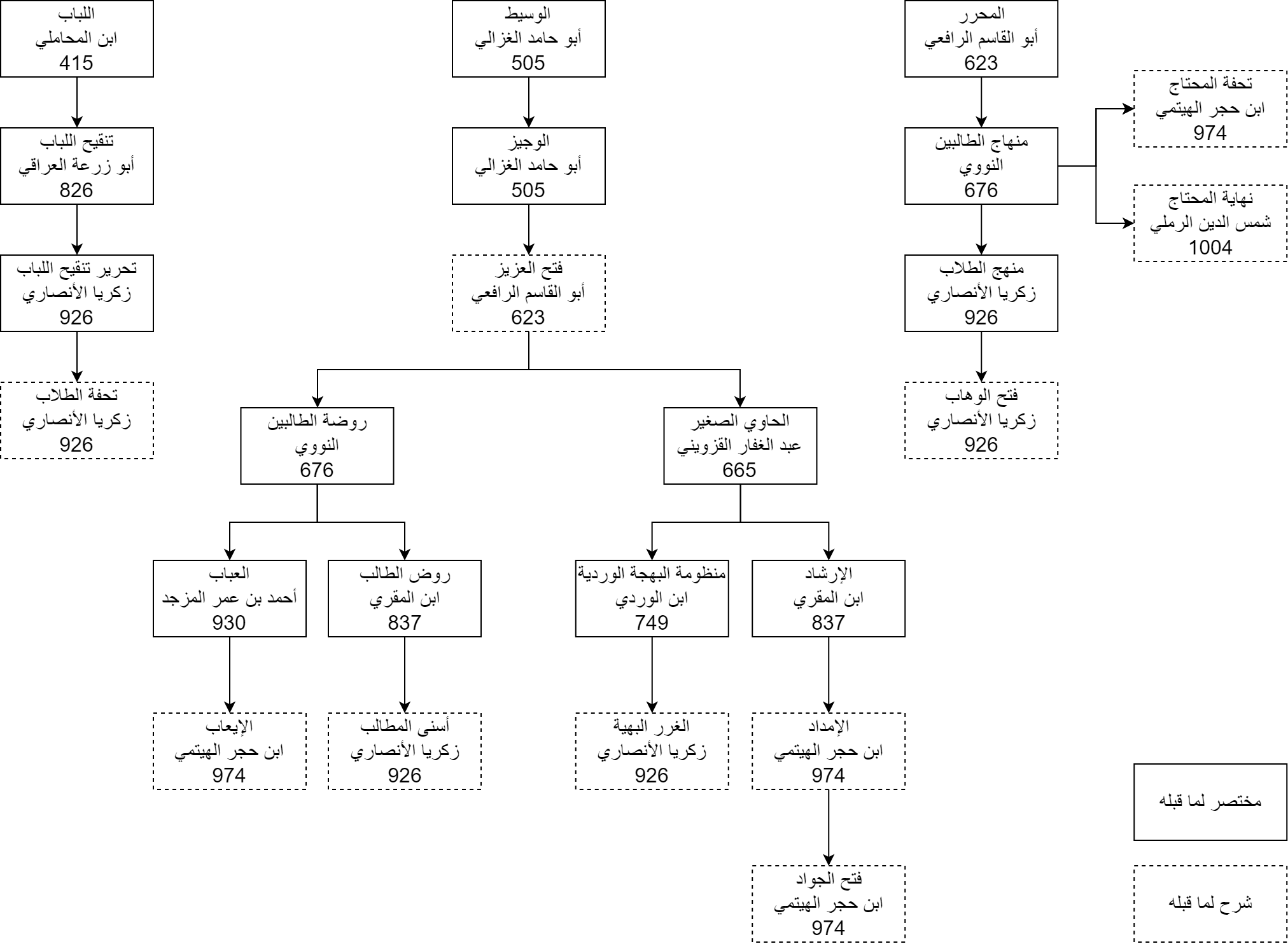
بعض أهم كتب الفقه الشافعي، ويظهر كتاب "الإيعاب" أسفل الشجرة.

الإيعاب شرح العباب للإمام ابن حجر الهيتمي الشافعي (ت 974هـ) في الفقه الشافعي، هو شرح لكتاب العباب للإمام أحمد بن عمر المزجد (ت 930هـ)، الذي هو اختصار لكتاب روضة الطالبين للإمام النووي (ت 676هـ).